# Лусконіг звичайний
Лусконіг звичайний (Pygopus lepidopodus) — представник роду Лусконогів родини Лусконоги.

## Опис
Загальна довжина сягає 75 см тулуб з цього становить 1/3. Тіло вкрито кілеподібною лускою, яка на голові переходить у великі симетрично розташовані щитки. Задні лапи мають вигляд пласких вкритих лускою лопатей. У самців вони вдвічі більше за самиць. При русі лапи щільно притискаються до тулуба. Зверху червонуватого або коричнево-оливкового кольору з поздовжніми рядками чорних плям. Вони помітніші у молодих лусконогих, у дорослих слабко помітні.

## Спосіб життя
Полюбляють сухі напівпустелі з травою, галявини лісів, дрібний чагарник. Риють нори, де ховаються вдень. Активні вночі. Харчуються комахами, павуками, дрібними ящірками, іноді овочами.
Це яйцекладні ящірки. Самиця відкладає 2 яйця.

## Розповсюдження
Мешкає на півдні та сході Австралії, зокрема численний у Квінсленді.